# Osiedle tramwajarzy w Poznaniu
Osiedle tramwajarzy w Poznaniu (dokładnie: Kolonia Domów dla Pracowników Poznańskiej Kolei Elektrycznej) – osiedle mieszkaniowe zlokalizowane w Poznaniu pomiędzy ul. Grodziską i Szamotulską, na osiedlu samorządowym Ogrody zaprojektowane w 1927 przez Władysława Czarneckiego. Istniejące budynki zrealizowano w latach 1928 – 1930.

## Charakterystyka
Osiedle nie zostało wybudowane w całości – projekt przewidywał realizację większego kompleksu z centralną aleją i budynkiem ochronki dla dzieci (bogaty program socjalny był charakterystyczną cechą osiedli projektowanych przez Czarneckiego – często nie był on w pełni akceptowany przez inwestora, jak np. w przypadku kolonii mieszkaniowej przy ul. Wspólnej). Zrealizowano część założenia przy ul. Grodziskiej  (szeregowce) i Szamotulskiej (bliźniaki). Przed każdym z domów zaplanowano mały ogródek z przodu (od ulicy) i większy, na tyłach.
Budynki są dwukondygnacyjne, a mieszkania posiadają z reguły trzy lub cztery pokoje z węzłem sanitarnym. Domy mają tradycyjne formy, z czterospadowymi dachami, krytymi dachówką. Osiedle posiada duży odsetek powierzchni zielonych. Czarnecki mógł czerpać pomysły na takie rozwiązania m.in. od innego poznańskiego (wcześniejszego) architekta – Franza Josepha Weissa. Do dziś osiedle zamieszkane jest w dużej mierze przez byłych lub obecnych pracowników MPK Poznań lub ich potomstwo.
W pobliżu znajduje się Konsulat Rosyjski i Szpital Kliniczny nr 5.

## Komunikacja
Dojazd zapewniają autobusy linii 148, 159, 163 do przystanku Grodziska.